# Jud Logan
Judson Campbell „Jud“ Logan (* 19. Juli 1959 in Canton, Ohio; † 3. Januar 2022) war ein US-amerikanischer Hammerwerfer.

## Leben
Jud Logan, der die Hoover High School besuchte, schied bei den Olympischen Spielen 1984 in Los Angeles in der Qualifikation aus. 1985 wurde er Dritter beim Weltcup in Canberra. Zwei Jahre später gewann er bei den Panamerikanischen Spielen in Indianapolis Gold, scheiterte aber bei den Weltmeisterschaften in Rom in der Vorrunde. Auch bei den Olympischen Spielen 1988 in Seoul kam er erneut nicht über die Qualifikation hinaus.
1991 folgte einer Silbermedaille bei den Panamerikanischen Spielen in Havanna ein Vorrundenaus bei den Weltmeisterschaften in Tokio. Bei den Olympischen Spielen 1992 in Barcelona belegte er den vierten Platz, wurde aber disqualifiziert, nachdem man ihm die Einnahme von Clenbuterol nachwies, und wegen Dopings für vier Jahre gesperrt.
Bei den Weltmeisterschaften 1997 in Sevilla schied er in der Qualifikation aus. 1998 wurde er Sechster beim Weltcup in Johannesburg. 2000 konnte er sich zum vierten Mal für die Olympischen Spiele in Sydney qualifizieren, kam aber nicht über die Vorrunde hinaus.
Fünfmal wurde er US-Meister (1984, 1985, 1987, 1991, 1992) und einmal Englischer Meister (1989). In der Halle holte er viermal den US-Titel im Gewichtweitwurf (1984–1986, 1997). Insgesamt stellte er zehn US-Rekorde auf, zuletzt mit 81,88 m am 22. April 1988 in State College.
Nach seiner Karriere war Logan 17 Jahre lang als Trainer an der Ashland University tätig.
Seit 2019 unterzog sich Logan wegen Leukämie einer Chemotherapie. Am 3. Januar 2022 starb er im Alter von 62 Jahren während der COVID-19-Pandemie in den Vereinigten Staaten an den Folgen einer SARS-CoV-2-Infektion.